# Цитадель Олмера
Цитадель Олмера, olmer.ru — российский интернет-портал, посвящённый фантастической литературе. Основатель и главный администратор портала — Владимир «Olmer» Смирнов (псевдоним от имени вождя Олмера, персонажа из книги Ника Перумова «Кольцо Тьмы»). Портал был основан 29 июня 2000 года и существовал до 2025 года.
В состав «Цитадели» входят несколько сайтов, посвящённых вселенным фантастики и фэнтези. Ряд проектов, в том числе русский сайт по Dragonlance, какое-то время имели статус официальных. В рамках проектов портала проводились литературные конкурсы, такие как Международный Литературный Конкурс ЦарКон (до 2009 года).
С 2010 года портал находится в кризисе. В начале 2010-х большинство связанных с ним сайтов были закрыты, а сохранившиеся не обновлялись много лет. Основной сайт более 15 лет существовал в режиме автоматических обновлений, а в 2025 году окончательно стал недоступен.

## Литфорум
Литфорум — официальный форум Цитадели Олмера, существующий с 2003 года. На форуме зарегистрированы более 40 000 посетителей. В рамки конференции входят форумы, посвящённые творчеству писателя Ника Перумова, художника Владимира Бондаря, форум «Фантастика и Фэнтези», «Проза» (для обсуждения реалистической литературы, литературы нон-фикшн и общих вопросов литературы), «Поэзия», а также разделы, посвящённые творчеству отдельных писателей. В середине 2000-х Литфорум был одним из самых популярных форумов рунета, посвящённых литературе.
Аудиторией Литфорума были не только любители фантастической литературы, но и начинающие писатели. Для них созданы такие разделы, как «Издательства», «ПероМания» (для публикации своего творчества и получения критики), «Литературное Общество» (которое существовало при ныне закрытом сайте). Немало участников этих разделов добились публикации своих книг. Для них регулярно проводились литературные конкурсы и фантастические конвенты.
Помимо литературных тем на форуме рассматриваются часто звучащие в прозе категории: философия и религия, история, наука и эзотерика, социология — на это выделены две категории — а также экранизации произведений и театральные постановки. Кроме того, на форуме обсуждался ряд ролевых игр на местности: как исторической реконструкции, так и фантастической постановки-импровизации. На двух иных форумах Цитадели, Prikl.ru и Neformat.net (до закрытия), велись ролевые словесные игры с оттенком соавторства.
В июне 2005 года стартовал сайтовый вариант литфорумной литературной газеты Экзисто — Existo.ru. Газета пополняла свои архивы рецензиями новых изданий в жанрах фантастики и фэнтези, юмористическим и серьёзным творчеством из прозы и поэзии, статьями о жизни Литфорума и Цитадели и интервью с известными писателями. В апреле-мае 2008 года проект «Экзисто» прекратил своё существование.
В рамках Литфорума стартовало и существовало немало окололитературных проектов, например соавторство-конкурс «Дженни-4». Всего на Литфоруме имеется около тридцати разделов, посвящённых различным авторам и книжным циклам персонально: из них 3 многораздельных (Ник Перумов, Меч Истины, Сага о Конане) и 23 однокатегорийных подфорума. Частью Литфорума является Форум Андроны, посвящённый публикации неизвестных произведений советских фантастов. В 2010 и 2011 годах Форум Андроны выдвигался на конкурс «Интернет-Роскон» (проиграл Fantlab.ru и Mirf.ru соответственно).
В январе 2010 Литфорум обзавелся «общетематическими» разделами, такими как «Музыка», «Путешествие», «Семья и Дети», «Домашние любимцы» и ряд других под общим названием Культура, Общество и Мы. Многие расценили это как окончательную декларацию тематической независимости от форума «Неформат».
С начала 2010-х годов активность на Литфоруме значительно снизилась, большинство участников покинули форум. Участились технические проблемы. В октябре 2012 года из-за аварии на сервере форума были потеряны данные (сообщения, новые пользователи) с января того же года. Форум существовал в неактивном состоянии более 10 лет и был окончательно закрыт в 2025 году.

## ПероМания, Литературное Общество
В рамках Цитадели Олмера существовало несколько проектов с целью объединения начинающих писателей и непрофессиональных критиков для их дальнейшей самореализации.
Литературное Общество занималось в основном сбором информации о сетевых литературных конкурсах для всеобщего в них участия и техниках написания фантастической прозы, помощью и взаимоподдержкой членов общества в написании литературных произведений. До 2009 года существовал сайт литературного общества.
ПероМания — проект публикации работ начинающих на сайте и критики оных на форуме Цитадели.
В 2010-е годы разделы литературного общества и Перомании на сайте были закрыты, оставались только неактивные разделы на форуме, который в итоге тоже был закрыт.

## ЦарКон и Креатив
В рамках Цитадели до 2009 года проводился литературный конкурс ЦарКон. В жюри конкурса входили известные писатели-фантасты: в разные годы Ник Перумов, Анджей Сапковский, Вера Камша, Евгений Лукин, Сергей Синякин, Мария и Сергей Дяченко, Вадим Панов и другие, а также главные редакторы российских и европейских журналов и представители издательств.
Проводился 4 раза в год: Осенний Царкон, Весенний Царкон, Зимний Супер Царкон, Летний Супер Царкон. Супер Царкон — это 100-часовой блиц-конкурс. Существовали номинации: «Проза», «Большая форма», «Лирика», «Иллюстрации» и «Критика». С 2009 конкурс больше не проводился, и его сайт не обновлялся. С 2011 года из сети окончательно удалён сайт Царкона.
В 2010—2011 в Цитадель Олмера входил Креатив — неофициальный конкурс-семинар, чьей темой обычно служила не какая-то ключевая фраза, а жанровые либо композиционные рамки. Так, восьмой конкурс был посвящён фанфикам, пятый — авторским мирам, шестой — набору случайных, зачастую потешно сочетающихся параметров. В нумерации конкурсов имеется пункт 5.5, начиная с которого номер конкурса в названии не соответствует его реальному числовому значению: так «Креатив 8 или Таинственная бесконечность» — это не восьмой, а девятый «Креатив». Третьей особенностью «Креатива» является ориентированность на подробный критический разбор каждого текста. В этих целях действует «Круговая Порука», в которую записываются ради подробной критики и получают за написание отзывов бонусные очки. Впрочем, до сих пор никто ещё благодаря этим очкам не вышел во второй тур. Судят данный конкурс обычно известные в рамках Литфорума начинающие писатели и критики, многие из которых — победители ЦарКона.
В 2011 году ЛитКреатив совместно с журналом «Мир фантастики» провёл конкурс «Проект 100», посвящённый юбилею журнала. Победитель конкурса был опубликован на страницах журнала. С 2012 года обсуждение Креатива переехало на форум «Мира фантастики».

## Марсианские Хроники
В отличие от главного сайта Цитадели, более посвящённого фантастической литературе и культуре в целом, Марсианские Хроники (сокращенно Марс-Х) были посвящены жанру научной фантастики. Отдельные разделы сайта были посвящены таким авторам, как: Станислав Лем, Рэй Брэдбери, Алексей Калугин, Александр Тюрин, Леонид Кудрявцев, Стивен Кинг, Фрэнк Герберт (вселенная Дюны). Также при сайте существовал свой отдельный форум. Как и остальная часть Цитадели, в 2010-е годы пережил кризис: форум стал неактивен, а сайт обновлялся только через автоматически скопированные из других источников новости. По состоянию на 2018 год удалён из сети.

## Неформат
Осенью 2005 года от Литфорума были отделены все разделы «посторонней» тематики — фотогалерея, взаимоотношения посетителей, ролевые игры, форумные словесные РПГ, офлайны — и выделены в отдельный новый форум Neformat.net (около 30 000 зарегистрированных). Это было сделано для создания конференций различного не пересекающегося формата, взаимодополняющих друг друга: так, на официальном сайте Цитадели Olmer.ru Литфорум значился как «Форум», а Неформат — как «Трибуна». На Неформате были созданы разделы про кино, музыку, политику, учёбу, спорт, юмор, и даже выделен отдельный раздел для флуда.
Вопреки задумкам, вскоре доля пользователей, посещающих оба форума, свелась к минимуму (не считая тех, кто приходил с Литфорума на Неформат исключительно ради офлайновых встреч и вывешивания своих фотографий). В дальнейшие годы две конференции развивались самостоятельно и более-менее изолированно, местами даже копируя тематику друг друга: так, на Литфоруме обсуждалась возможность проведения словесной РПГ-игры, а на Неформате открылся раздел «Творилище». При разделении Литфорума на Неформате оказались «Ордена и союзы» — форумная фракционная игра, отличающаяся от большинства форумных игр уклоном в сторону словесной стратегии.
Со времени создания форума на Неформате действовал «Демократический эксперимент Даоса» — унаследованная ещё с Литфорума сложная система наказаний и многоуровневый бюрократический аппарат их обжалования. Вместе с периодическими выборами локальных и глобальных модераторов, и даже администратора этот эксперимент породил свой круг поклонников, постоянно наблюдавших за действием системы наказаний и апелляций, а также часто принимавших в работе системы участие — как со стороны «власти», так и со стороны «оппозиции». Этот аппарат представлял собой юридическую систему в миниатюре, а вместе с ОиС — ещё и политическую.
Как и на множестве других словесно-игровых форумов, на Неформате существовали «семейные кланы», и обзаводиться форумной роднёй (названным родителями, братьями/сестрами, виртуальными женами/мужьями) стало необычайно модно. Венцом этого хобби стало составление форумного родословного древа.
В 2011 году форум «Неформат» был закрыт и удалён из сети.

### В прессе
Журнал «Мир Фантастики»:
- О Цитадели Олмера
- О «Марсианских Хрониках»
- О Fantasy Music Club
- О конкурсе «Изумрудный дракон»